# Рагби 15 репрезентација Литваније
Рагби јунион репрезентација Литваније је рагби јунион тим који представља прибалтичку државу Литванију у овом екипном спорту. Кошарка је најпопуларнији спорт у Литванији, а рагби се у овој земљи игра од 1961. Највећу победу Литвански рагбисти забележили су 2010. над Србијом, резултат је био 77-5. Највећи дебакл Литванија је доживела 1997. када их је Данска демолирала 83-6. Рагби јунион репрезентација Литваније је у дивизији 2Б Куп европских нација.

## Тренутни састав
Томас Зиболис
Рокас Данкис
Ричардас Станкус
Игнас Данкитис
Лауринас Типелис
Жигамантас Радиус
Евалдас Гауибас
Неријус Мачулијус
Мариус Андријаускас
Андриус Мартинскас
Домантас Тауткус
Јустас Урбонас
Ваидотас Гаубас
Миндаугас Григас
Миндаугас Мисевичиус
Томас Астраускас
Мантас Маршантас
Гедиминас Марцишаускас
Гедиминас Лиуткус
Јустас Василиаускас
Мантаутас Вилимавичиус
Донатас Вилимавичиус
Виатарас Блошкис